# Puffinus mauretanicus
Puffinus mauretanicus là một loài chim trong họ Procellariidae.